# Тотка, Шандор
Шандор Тотка (венг. Sándor Tótka; 27 июля 1994, Мезётур) — венгерский гребец-байдарочник, выступает за сборную Венгрии по гребле на байдарках и каноэ начиная с 2010 года. Олимпийский чемпион, двукратный чемпион мира, трёхкратный чемпион Европы, бронзовый призёр Европейских игр в Баку, участник летних Олимпийских игр в Рио-де-Жанейро, победитель многих регат национального и международного значения.

## Биография
Шандор Тотка родился 27 июля 1994 года в городе Мезётур медье Яс-Надькун-Сольнок. Активно заниматься греблей начал с раннего детства, впервые заявил о себе ещё в 2010 году, одержав победу на юношеских Олимпийских играх в Сингапуре.
Первого серьёзного успеха на взрослом международном уровне добился в сезоне 2013 года, когда вошёл в основной состав венгерской национальной сборной и побывал на чемпионате мира в немецком Дуйсбурге, откуда привёз награду бронзового достоинства, выигранную в программе эстафеты 4 × 200 метров — венгерская команда уступила здесь только командам из Польши и России.
На мировом первенстве 2015 года в Милане Тотка в паре с Петером Мольнаром обогнал всех своих соперников в двухсотметровой дисциплине байдарок-двоек и завоевал тем самым золотую медаль. Кроме того, успешно выступил на первых Европейских играх в Баку, где в той же дисциплине с тем же партнёром стал бронзовым призёром. В следующем сезоне в составе четырёхместного экипажа одержал победу на дистанции 500 метров в программе европейского первенства в Москве.
Благодаря череде удачных выступлений удостоился права защищать честь страны на летних Олимпийских играх 2016 года в Рио-де-Жанейро. В двойках с Мольнаром пробился в главный финал «А» и финишировал четвёртым, немного не дотянув до призовых позиций.